# Wolfsmilchspanner

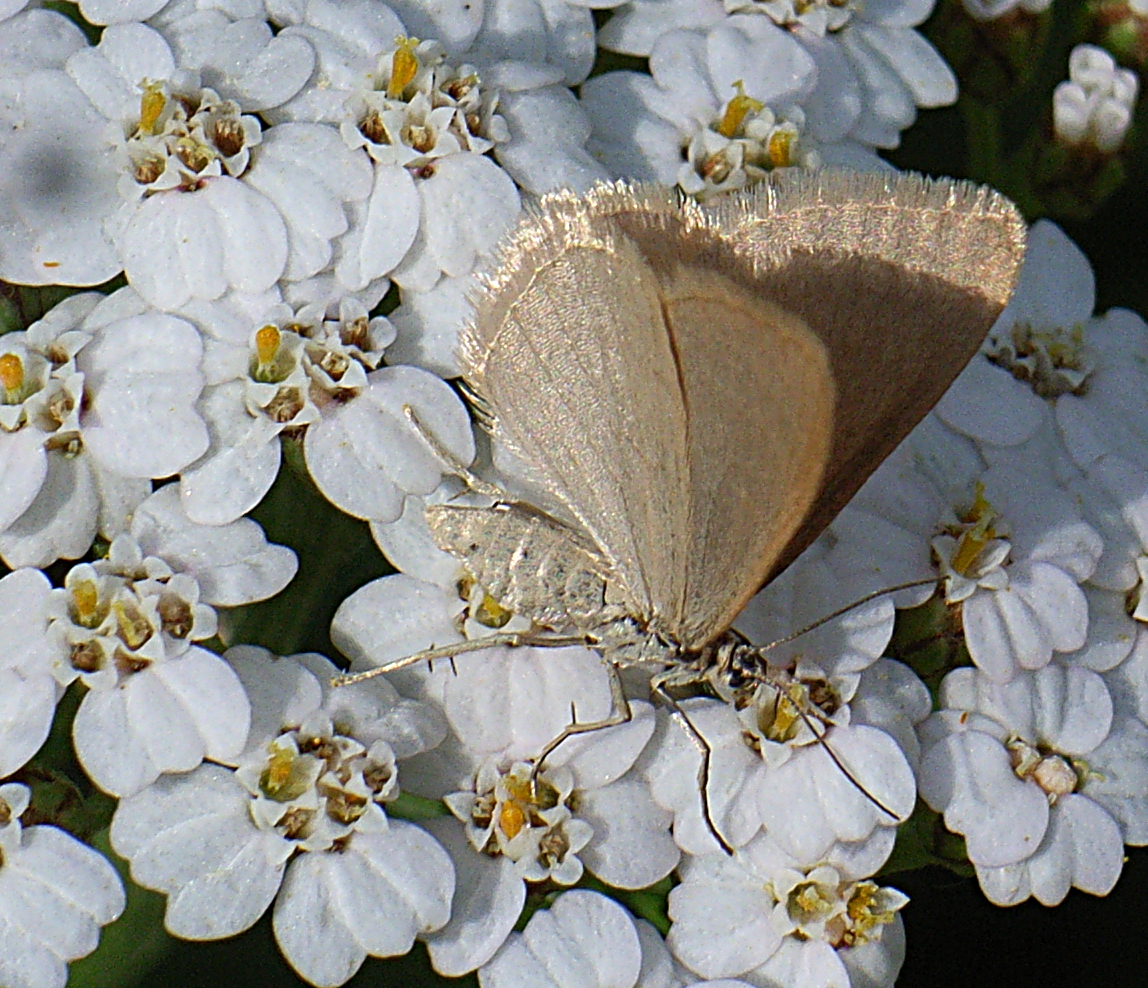
Flügelunterseiten des Weibchens

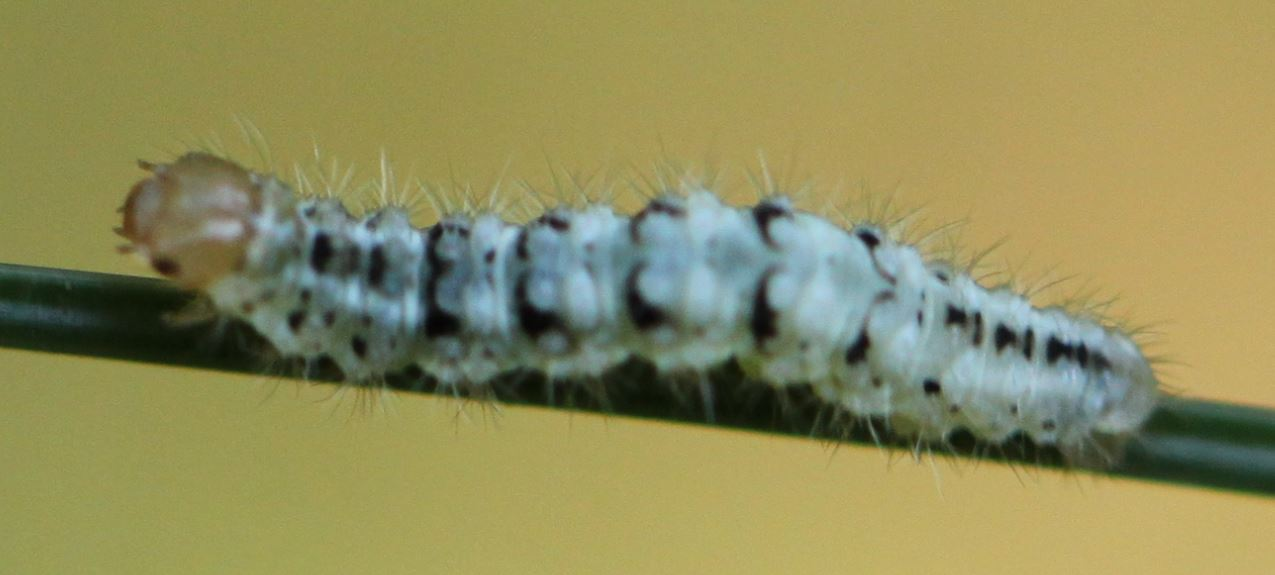
Junge Raupe

Der Wolfsmilchspanner oder Mausspanner (Minoa murinata) ist ein Schmetterling aus der Familie der Spanner (Geometridae).

## Merkmale

### Falter
Der unscheinbar graubraun gefärbte Falter hat eine Flügelspannweite zwischen vierzehn und achtzehn Millimetern. Die Flügelspannweite des Weibchens kann fast 20 Millimeter erreichen, die des Männchens bleibt darunter. Mit den Worten „Murina tota, absque maculis fasciisque“,  also „ganz mausfarben, ohne Flecken und Bänder“ beschrieb der österreichische Naturforscher Scopoli die Art unter dem Namen Phalaena murinata zum ersten Mal. Die Falter sind einfarbig, die Männchen kräftiger graubraun, die Weibchen blasser gefärbt. Weißlichgraue Exemplare werden als forma cinerearia Staudinger bezeichnet. Schwärzliche Exemplare bilden die Form forma cyparissaria Mann. Auch die Flügeladern heben sich farblich kaum ab. Scopoli schreibt weiter: „Seticornis, pulchella, oculis fuscis“. Die Fühler sind also fadenförmig, die Augen dunkel. Das in der nüchternen Beschreibung auffallende Wort „pulchella“ (hübsch), bezieht sich vielleicht auf den seidenen Glanz, der frisch geschlüpfte Tiere auszeichnet.

### Eier und Raupen
Die Eier sind blassgelb bis cremefarben, oval, 0,55 mal 0,41 mal 0,26 Millimeter groß, mit glatter Oberfläche. Frisch geschlüpfte Raupen sind weiß mit einer dunklen Kopfkapsel. Die Raupen werden bis dreizehn Millimeter lang. Der Körper ist gedrungen, im letzten Raupenstadium graurosa mit unterschiedlich starker schwarzer Zeichnung. Er trägt gelblichweiß beborstete blassrote Warzen. Die Raupe weist eine unregelmäßige orangefarbene oder gelblichrosa Längslinie auf, die knapp unter den Atemöffnungen verläuft (Substigmatallinie). Die Unterseite der Tiere ist grau, der Kopf ist braun mit schwarzer Zeichnung.

## Lebensweise
Die Falter sind tagaktiv und lieben die Sonne. Nächtliches Auftreten an Lichtquellen ist darauf zurückzuführen, dass die Tiere durch das Licht geweckt werden. Die Falter fliegen leicht auf und setzen sich häufig für kurze Zeit. Die Art ruht gewöhnlich mit zur Seite ausgebreiteten Flügeln, wobei die Vorderflügel die Hinterflügel fast völlig bedecken. Sie fliegen häufig gesellig, jedoch in der Regel nur in Beständen der Zypressenwolfsmilch oder der Mandelblättrigen Wolfsmilch. Sie saugen Nektar nicht nur an den Nahrungspflanzen, sondern auch an Gewöhnlichem Liguster (Ligustrum vulgare), Magerwiesen-Margerite (Leucanthemum vulgare), Pastinak (Pastinaca sativa), Möhre (Daucus carota), Feld-Mannstreu (Eryngium campestre), Gemeiner Schafgarbe (Achillea millefolium), Breitblättrigem Thymian (Thymus pulegioides), Oregano (Origanum vulgare) und anderen.

### Flug- und Raupenzeiten
Nach Koch bildet die Art zwei Generationen mit den Flugzeiten von Ende April bis Ende Juni für die erste Generation und von Mitte Juli bis Anfang September für die zweite Generation. Die Flugzeiten streuen entsprechend den verschiedenen Höhenlagen und Anzahlen von Generationen und zeigen kein einheitliches Bild. Die Falter leben nur etwa zwei Wochen. In der Oberrheinebene fliegt die erste Generation zwischen Anfang April bis Ende Juni. Eine zweite, individuenschwache Generation entwickelt sich im Juli, eine dritte im August. Es finden sich jedoch bis in den September hinein Tiere. Auch Raupen lassen sich von Mai bis September finden. Bergmann bemerkt, dass die Generationenfolge unregelmäßig und witterungsbedingt ist, wobei sich beide Generationen überschneiden und durchmischen. Die Puppen können zweimal überwintern. Er bezeichnet den Wolfsmilchspanner als Leitart von dürftigen Beständen der Zypressen-Wolfsmilch an sonnigen, trockenen Kalkgeröllhängen der Warmtrockengebiete des Flach- und Hügellandes.
In England bildet die Art gewöhnlich nur eine Generation aus, nur in Ausnahmefällen treten in warmen Gegenden zwei Generationen auf. Nach Ebert findet man in warmen Gegenden (beispielsweise am Kaiserstuhl) mindestens drei Generationen, gewöhnlich jedoch nur zwei. Dabei ist die erste Generation deutlich individuenreicher als die zweite. In höheren Lagen ist die Art einbrütig. In Spanien wird die Anzahl der Generationen mit zwei angegeben.

### Nahrung der Raupen
Nach Koch und nach Ebert ist die Nahrungspflanze die Zypressen-Wolfsmilch (Euphorbia cyparissias), eventuell kommen noch weitere Wolfsmilcharten als sekundäre Nahrungspflanzen in Betracht, nach Carter & Hargreaves ist die Nahrungspflanze die Mandelblättrige Wolfsmilch (Euphorbia amygdaloides). In Kanada wird geprüft, ob der Wolfsmilchspanner zur Bekämpfung des Ackerunkrauts Esels-Wolfsmilch (Euphorbia esula) eingesetzt werden kann.

### Paarung und Entwicklung
Paarung und Eiablage findet einen Tag nach dem Schlüpfen statt. Die Eier werden einzeln oder in Reihe an die Blattunterseite der Nahrungspflanzen abgelegt. In mittleren Lagen geschieht dies im Juni. Fressende Raupen findet man von Juli bis September. Sie hängen dabei in U-Form auf der Blattunterseite und fressen bevorzugt Pflanzenteile, die im Wachstum begriffen sind. Die vier verschiedenen Larvenstadien lassen sich durch die Größe der Kopfkapsel unterscheiden. Die Verpuppung und Überwinterung erfolgt in der Erde. Die Falter schlüpfen im folgenden Frühjahr, wobei die Zeiträume je nach Gegend variieren. Eine protokollierte Zucht lieferte folgende Daten: Freilandpaarung am 29. 5.; Ablage von 47 Eiern am 30.5.; Eistadium 9 Tage; Larvenstadium 22 Tage. Aus den 47 Eiern entwickelten sich 39 Individuen bis zur Puppe. Nach einer sieben- bis neuntägigen Puppenruhe schlüpften 14 Falter, die restlichen Puppen überwinterten. Im kommenden Frühjahr schlüpften drei Falter, die restlichen Falter schlüpften erst nach einer weiteren Überwinterung. Bei Laboruntersuchungen wurde bei 12 °C eine Lebensdauer der Falter von 15 Tagen festgestellt, die Weibchen legten durchschnittlich 57 Eier ab, die Entwicklung dauerte 33 Tage und das Verhältnis von Männchen zu Weibchen war 1:1.

## Verbreitung und Vorkommen
Die Art ist in ganz Europa außer in Fennoskandinavien verbreitet, das Verbreitungsgebiet der Unterart M. m. monochroaria schließt sich nach Osten an und reicht vom Schwarzmeergebiet über Kleinasien und den Kaukasus bis zu den mittelasiatischen Gebirgen.
Sie ist in Mitteleuropa von der Ebene bis zur montanen Stufe an sonnigen Hängen, auf trockenen Heiden, Wiesen, an Waldrändern, in warmen Tälern, gerne in Weinberggebieten zu finden. In gemäßigten Zonen dringt sie nur am Rand breiter Wege, die ganztägig besonnt sind, in den Wald vor. In wärmeren Regionen kommt sie nur in höheren Lagen vor. In Spanien wird als Lebensraum lichte Laub- und Nadelwälder angegeben. Kleinflächig ist die Art an das Vorkommen der Nahrungspflanzen gebunden. Beispielsweise fehlt im Zentrum des Nordschwarzwaldes die Zypressenwolfsmilch und damit der Falter völlig. Intensive Landwirtschaft drängt die Pflanze und damit den Schmetterling zurück.
In England geht das Vorkommen stark zurück. Der Schmetterling ist dort als Prioritätenart („Priority Species“) in die Aktionspläne für Biodiversität („UK Biodiversity Action Plan“) aufgenommen.

## Taxonomie

### Unterarten
Gegenwärtig sind folgende Unterarten beschrieben:
- Minoa murinata murinata (Scopoli, 1763)
- Minoa murinata amylaria (Prout, 1914)
- Minoa murinata limburgia Lempke, 1969
- Minoa murinata lutea Schwingenschuss, 1954

### Synonyme
In der Literatur ist der Wolfsmilchspanner unter folgenden Synonymen bekannt:
- Minoa cyparissaria Mann, 1854
- Geometra euphorbiata Denis & Schiffermüller, 1775
- Phalaena fuscata Hufnagel, 1767
- Acidalia italicata Milliére, 1885
- Minoa monochroaria Herrich-Schäffer, 1848
- Geometra sordiata Linnaeus, 1767
- Phalaena unicolorata Hübner, 1787